# Giorgio Leoni
Giorgio Leoni (ur. 4 września 1950 w Fiorentino) – sanmaryński piłkarz, grający na pozycji obrońcy, trener piłkarski.

## Kariera piłkarska

### Kariera klubowa
W 1970 rozpoczął karierę piłkarską w SP Tre Fiori. W 1974 przeszedł do San Marino Calcio. W 1980 zasilił skład SS Juvenes, w którym grał do zakończenia kariery piłkarską w 1990.

## Kariera trenerska
Po zakończeniu kariery piłkarza rozpoczął pracę szkoleniową. Od 1990 do 1996 prowadził narodową reprezentację San Marino. Potem trenował kluby SP Tre Fiori, SS Cosmos, SS San Giovanni i SS Juvenes. Od 2009 pracuje jako koordynator reprezentacji San Marino.

## Sukcesy i odznaczenia

### Sukcesy klubowe
- zdobywca Pucharu San Marino: 1971, 1974 (z Tre Fiori), 1984 (z Juvenes)